# Stazione di Gizzeria Lido
La stazione di Gizzeria Lido è una stazione ferroviaria posta sulla linea Battipaglia-Reggio Calabria. Serve il centro abitato di Gizzeria Lido.

## Storia
Fino al 1923 era denominata "Sant'Eufemia Marina"; in tale anno assunse la nuova denominazione di "Sant'Eufemia Marina-Gizzeria", mutata poi nel 1962 in "Gizzeria Lido".
La Stazione di S. Eufemia Marina-Gizzeria dal 1894 anno della sua apertura ha avuto due collocazioni diverse, la prima nell'ultima parte rettilinea della strada ferrata prima della curva  verso Reggio, la seconda intorno agli anni 1962  spostata di 100 m verso Napoli davanti al cantiere Cal.Fer. di proprietà di GiovanBattista Amato che tuttora al suo interno presenta vecchi manufatti ferroviari.
La stazione originariamente contava 4 binari. Attualmente, ne conta solo 2, in seguito alla soppressione dei binari 1 e 4.